# Jaroslav Hladký (1942)
Jaroslav Hladký (1. července 1942, Praha) je český sochař.

## Život
Jaroslav Hladký studoval v letech 1956 – 1960 na Střední průmyslové škole keramické v Karlových Varech u profesora Strnada, poté v letech 1960 – 1966 na Akademii výtvarných umění v Praze u profesora Karla Hladíka. Později vyučoval jako pedagog na fakultě Univerzity Karlovy v Praze. Jeho realisticky pojaté figury, často se sportovní tematikou, jsou zastoupeny v Národní galerii Praha, Alšově jihočeské galerii a dalších mnoha sbírkách, například v Itálii, Francii nebo Japonsku.
Hladký byl členem Svazu československých výtvarných umělců, Českého fondu výtvarných umění (ČFVU), Fotbalového družstva Explozia Mánes, Sportovního sdružení výtvarných umělců Box-Art, Galerie Peron a Volného sdružení Tolerance.

## Autorské výstavy
- 1990 - La Serre, Saint-Étienne
- 2002 - Sochy, Galerie Nový Svět, Praha
- 2016 - Sochy, Prácheňské muzeum v Písku

## Dílo (výběr)

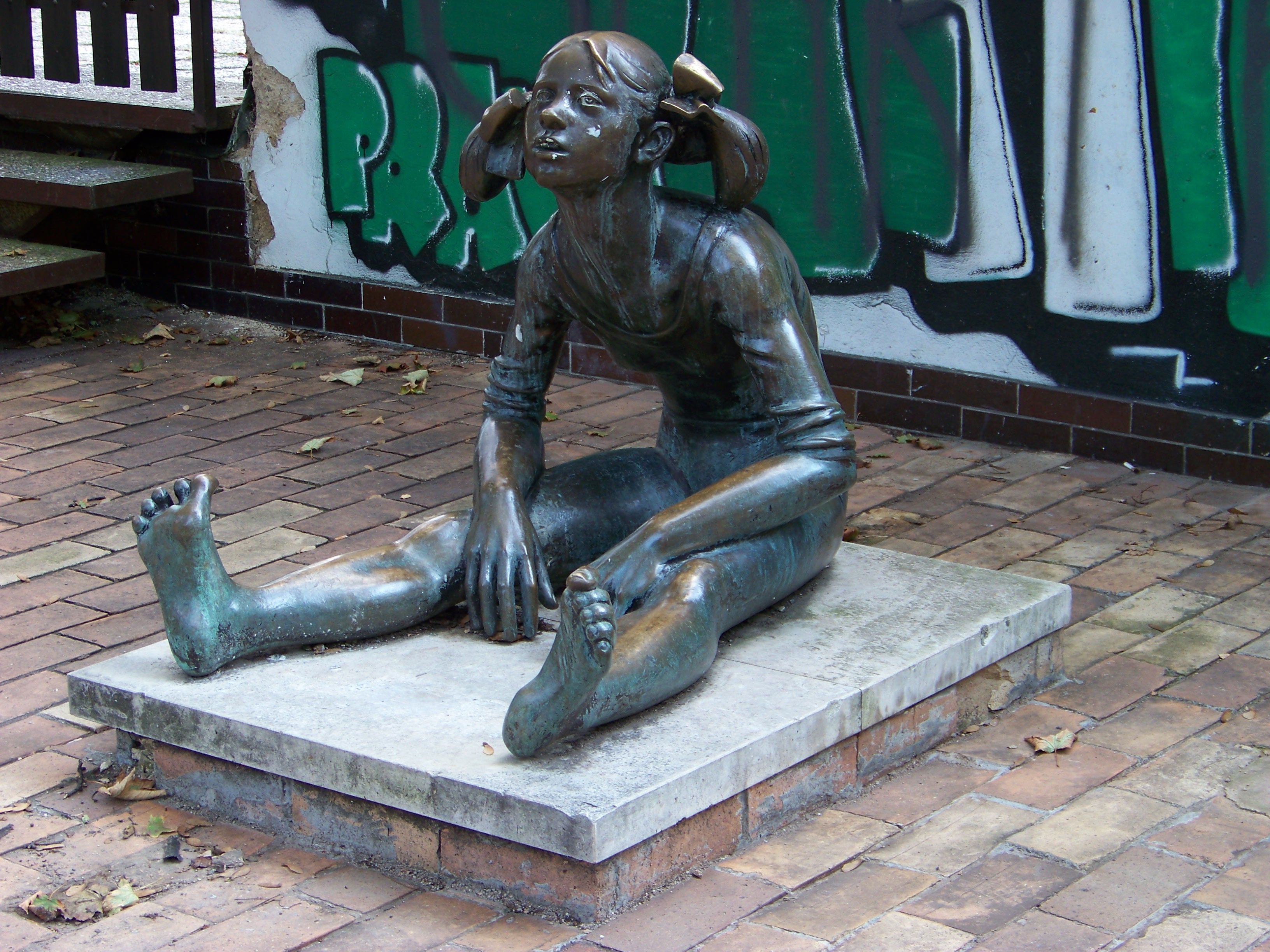
Unavená, 1987, socha u haly TJ Bohemians v Praze

- 1976 - Kluk, bronz, Praha 3-Žižkov
- 1978 - Hokejisté, pískovec, Litvínov
- 1981 - Šťastné dětství, pískovec, Meziboří u Litvínova
- 1982 - Skateboardista, bronz, Praha 2-Vinohrady
- 1983 - Učeň, bronz, Mělník
- 1984 - Kladina, bronz, Praha 11-Chodov
- 1985 - Koupání, bronz, Praha 9-Hloubětín
- 1987 - Unavená, bronz, Praha 10-Vinohrady

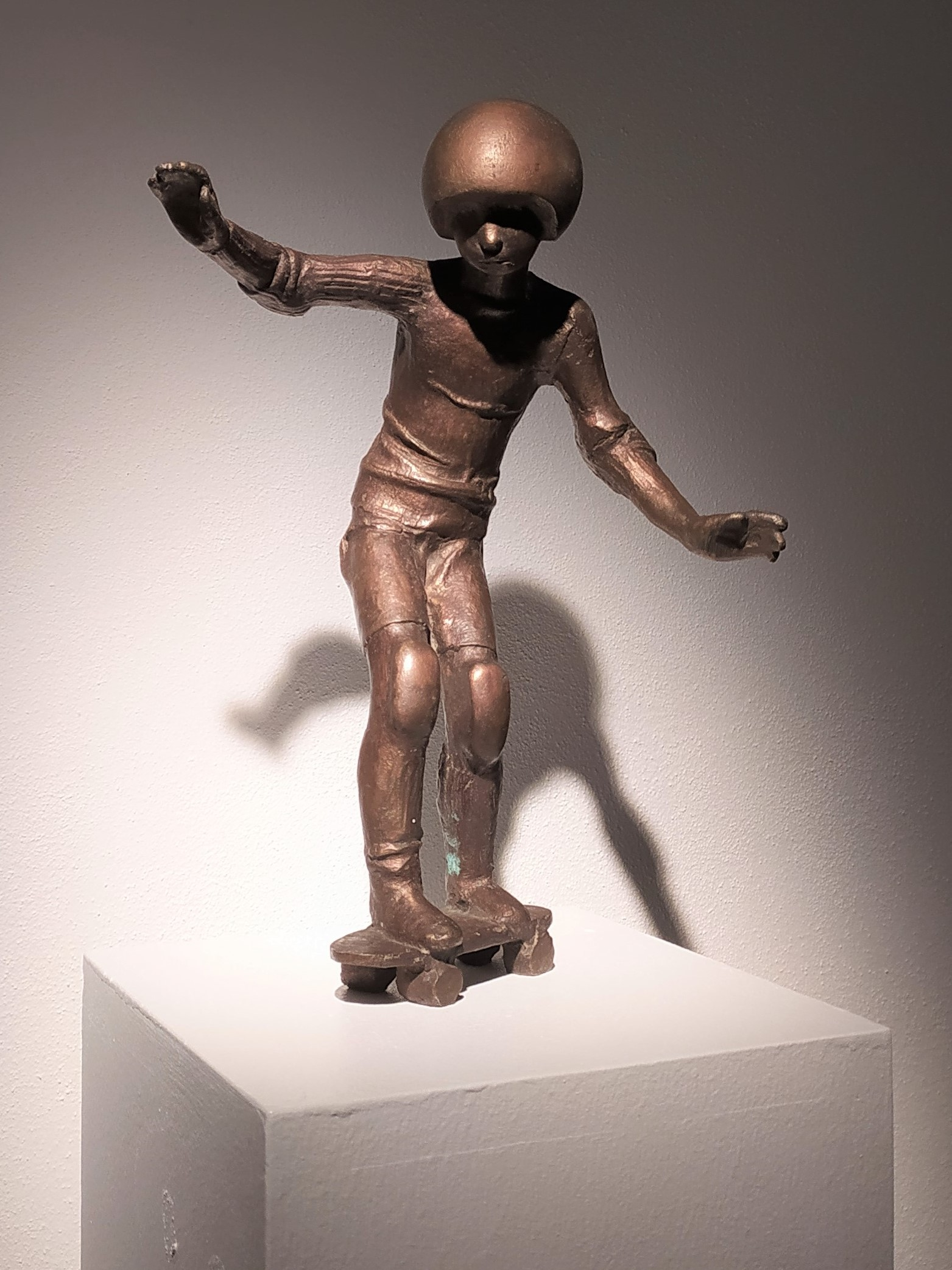
Jaroslav Hladký, Skateboard (model), cca 1982, bronz, sbírka Alšovy jihočeské galerie v Hluboké nad Vltavou

- Jaroslav Hladký, Skateboard (model), cca 1982, bronz, sbírka Alšovy jihočeské galerie v Hluboké nad Vltavou2003 - Pamětní deska Františka Bakule, Praha 2-Vyšehrad[4]